# 브리스톨 블렌하임

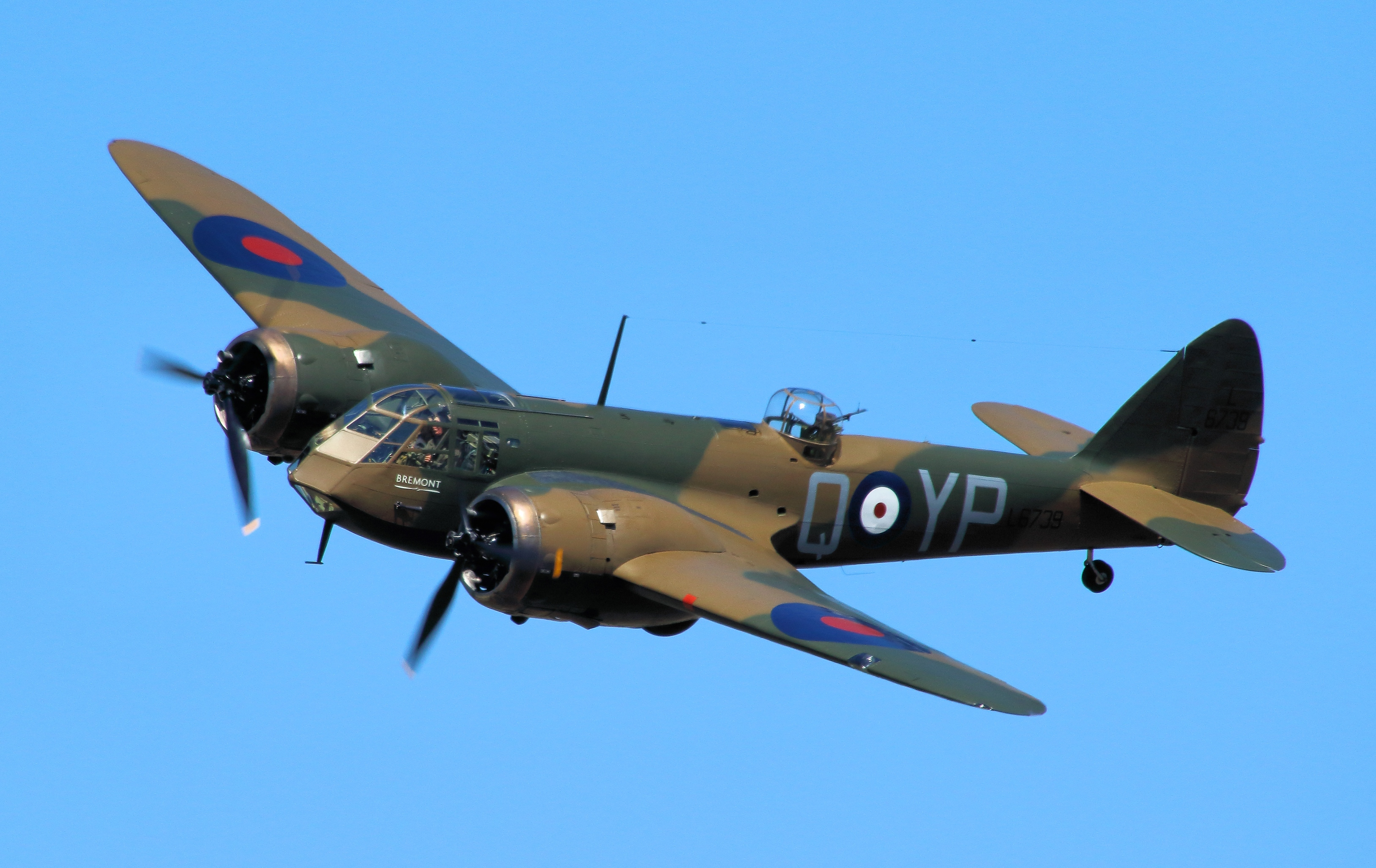
2015년 비행 모습

브리스톨 블렌하임(Bristol Blenheim)은 브리스틀 에어플레인 컴퍼니(Bristol Airplane Company)가 설계하고 제작한 영국의 경폭격기로, 제2차 세계 대전 첫 2년 동안 광범위하게 사용되었으며, 전쟁이 끝날 때까지 훈련기로 사용되었다. 유럽에서 가장 빠른 상업용 항공기를 제작하라는 신문 소유주 로더미어 경(Lord Rothermere)의 도전 이후 민간 여객기인 타입 142로 개발이 시작되었다. 타입 142는 1935년 4월에 첫 비행을 했고, 항공부는 영국 왕립 공군(RAF)의 폭격기로 타입 142M이라는 수정 설계를 주문했다.
영국 공군 편대에 대한 새로운 블렌하임의 인도는 1937년 3월 10일에 시작되었다. 운용 중 타입 142M은 블렌하임 Mk.I가 되었으며 이는 페어차일드 캐나다가 건설한 캐나다를 제외하고 긴 기수 타입 149인 블렌하임 Mk.IV("Bolingbroke"로 라이선스를 받은 타입 149)로 개발되었다. 타입 160 비슬리(Bisley)도 블렌하임에서 개발되었지만 운용에 들어갔을 때 이미 구식이었다.
두 버전 모두 동체 아래에 브라우닝 .303인치(7.7mm) 기관총 4개가 장착된 총 팩을 추가하여 중전투기로 전환되었다. Mk.IV는 해상 순찰 항공기로도 사용되었으며, 두 항공기 모두 전투 항공기로 사용되지 않게 된 후 폭격 및 사수 훈련기로도 사용되었다.
블렌하임은 모든 금속 응력 외피 구조, 접이식 랜딩 기어, 플랩, 동력 포탑 및 가변 피치 프로펠러를 갖춘 최초의 영국 항공기 중 하나였다. Mk.I는 1930년대 후반 영국 공군의 복엽 전투기 대부분보다 빨랐지만 발전으로 인해 낮에 비행할 경우 취약해졌지만 야간 전투기로는 성공했다. 블렌하임은 폭격기로서 효과적이었지만 많은 사람들이 격추되었다. 두 블렌하임 유형 모두 외국 운용사가 사용했으며 예는 캐나다 외에도 유고슬라비아와 핀란드에서 라이선스 제작되었다.

## 사양

### 일반적 특성
- 승무원: 3
- 길이: 12.98m(42피트 7인치)
- 날개 길이: 17.17m(56피트 4인치)
- 높이: 3.00m(9피트 10인치)
- 날개 면적: 469평방피트(43.6m2)
- 에어포일: RAF-28 (18%)
- 공차 중량: 4,441kg(9,790lb)
- 총 중량: 6,532kg(14,400lb)
- 동력 장치: 2 × Bristol Mercury XV 9기통 공랭식 레이디얼 피스톤 엔진, 각각 920hp(690kW)
- 프로펠러: de Havilland의 라이센스 계약(1935)에 따라 제작된 3날 해밀턴 표준 가변 피치 프로펠러

### 성능
- 최대 속도: 3,600m(11,800피트)에서 266mph(428km/h, 231kn)
- 순항 속도: 198mph(319km/h, 172kn)
- 범위: 2,350km, 1,270nmi(1,460마일)
- 서비스 천장: 8,310m(27,260피트)
- 고도 도달 시간: 4분 10초 내에 2,000m(6,500피트)
- 날개 하중: 30.7lb/sq ft(150kg/m2)
- 출력/질량: 0.13hp/lb(0.21kW/kg)

## 같이 보기
- 도르니에 Do 17